# Opuntia caracassana
Opuntia caracassana är en kaktusväxtart som beskrevs av Salm-dyck. Opuntia caracassana ingår i släktet fikonkaktusar, och familjen kaktusväxter. Inga underarter finns listade i Catalogue of Life.